# Ronaldo Cisneros
Ronaldo Cisneros Morell (ur. 8 stycznia 1997 w Torreón) – meksykański piłkarz występujący na pozycji napastnika, od 2024 roku zawodnik Querétaro.